# 김희연
김희연(1973~)은 대한민국의 작가 겸
기업인이자 前 대학교수이다.

## 경력
- 한글비주얼베이직 6.0 저자
- 前 청강대학교 교수